# Gemini (WHY@DOLLのアルバム)
『Gemini』（ジェミニ） は、WHY@DOLLのファースト・フルアルバム。2016年2月10日にビクターエンタテインメントより発売された。

## 解説
ジャケットは漫画家の窪之内英策が手がけている。歌詞カードにはプロデューサーでもあるSunnyによるライナーノーツが掲載されている。
ライブ音源シングルとしてライブ会場や通販で販売されていた「Tactics」「GAME」「秒速Party Night」の3枚のシングルに収録された6曲のスタジオ版も収録された。

## 収録曲
1. Gemini [1:32]
  - 作曲：丸田新、編曲：丸田新
2. GAME [3:44]
  - 作詞：BE LIGHT、作曲：Sunny、編曲：丸田新
3. Ringing Bells [3:20]
  - 作詞：ヒカリツカサ、作曲：伊藤立、編曲：伊藤立
4. シグナル [4:32]
  - 作詞：HWAYI、作曲：Sunny、編曲：南田健吾
5. Tactics [3:48]
  - 作詞：岩佐麻紀、作曲：Sunny、編曲：丸田新
6. ベクトル [3:38]
  - 作詞：濱名琴、作曲：池田翔太、編曲：成瀬裕介
7. shu-shu-star [4:13]
  - 作詞：MEMIcream、作曲：中野領太、編曲：秋浦智裕
8. 曖昧MOON [4:11]
  - 作詞：つのだゆみこ、作曲：Sunny、編曲：南田健吾
9. セツナSHOOTING STAR [4:34]
  - 作詞：岩佐麻紀、作曲：Sunny、編曲：丸田新
10. ありがとう [5:52]
  - 作詞：SHUN、作曲：SHUN、編曲：SHUN
11. 秒速Party Night [4:39]
  - 作詞：MEMIcream、作曲Sunny、編曲：成瀬裕介
12. CANDY LOVE [5:01]
  - 作詞：神田怜鴎、作曲：Sunny、編曲：山﨑佳祐
13. clover [4:39]
  - 作詞：Agree2、作曲：中村崇人、編曲：南田健吾
14. LOVERS ON ERATH [4:50]
  - 作詞：Jille.、作曲：Sunny、編曲：南田健吾